# Geleira Totten
A Geleira Totten, ou Glaciar Totten, é uma grande geleira que drena uma extensa área do manto de gelo da Antártica Oriental, ao longo da costa de Budd [en], na Terra de Wilkes, dentro do Território Antártico Australiano. A bacia hidrográfica associada à geleira é estimada em 538.000 km² (208.000 mi²), estendendo-se por aproximadamente 1.100 km (680 mi) para o interior e possuindo o potencial de elevar o nível do mar em pelo menos 3,5 m (11 pés). A geleira flui para o nordeste a partir do gelo continental, mas muda de direção para noroeste ao alcançar a costa, onde termina em uma língua de gelo proeminente a leste do Cabo Waldron [en].
A Geleira Totten foi delineada pela primeira vez a partir de fotografias aéreas capturadas durante a Operação Highjump, conduzida pela Marinha dos Estados Unidos (1946-1947). Posteriormente, foi nomeada pelo Comitê Consultivo sobre Nomes Antárticos (US-ACAN) em homenagem a George M. Totten, aspirante do USS Vincennes [en] durante a Expedição de Exploração dos Estados Unidos (1838-1842), que auxiliou o tenente Charles Wilkes na correção de dados de pesquisa coletados na expedição.
A Plataforma de Gelo Totten é uma extensão flutuante da Geleira Totten, com uma área de 6.200 km² (2.400 mi²), situada entre a Bacia Subglacial Aurora [en], ao sul, e o Domo Law [en], ao norte. A plataforma de gelo está localizada na confluência de dois dos principais afluentes aterrados da geleira. Sua base atinge 2.500 m abaixo do nível do mar próximo à linha de aterramento do afluente ocidental, e sua superfície é caracterizada por canais longitudinais e fraturas transversais. Essa plataforma de gelo desperta interesse glaciológico por sustentar o fluxo do gelo aterrador e, ao mesmo tempo, conectar a bacia de gelo aos processos oceânicos, como o aquecimento das águas oceânicas.
A Língua da Geleira Totten é uma pequena extensão da geleira que se projeta em direção ao mar. Foi delineada a partir de fotografias aéreas obtidas durante a Operação Highjump e recebeu seu nome do US-ACAN em associação com a Geleira Totten.

## Derretimento
A Geleira Totten drena a Bacia Subglacial Aurora, que está majoritariamente abaixo do nível do mar e sujeita à instabilidade da camada de gelo marinho. Isso significa que o derretimento próximo à linha de aterramento pode levar a um recuo acelerado da geleira e a uma contribuição significativa para a elevação do nível do mar.
Medições de altimetria de superfície realizadas por radar de abertura sintética interferométrico [en] sugerem que a Geleira Totten perdeu massa entre 1992 e 2006. Além disso, dados de gravidade obtidos pelo satélite Gravity Recovery and Climate Experiment indicam que essa perda de massa continuou pelo menos até 2016. O altímetro a laser ICESat registrou o rebaixamento da superfície das porções aterradas e flutuantes da geleira entre 2003 e 2009. No entanto, observações de longo prazo da plataforma de gelo flutuante indicam variabilidade interanual na espessura e na velocidade.
A perda de massa da Geleira Totten ocorre principalmente pelo derretimento na base de sua plataforma de gelo, influenciado pelo calor do oceano que entra na cavidade abaixo da plataforma. Águas profundas circumpolares [en], quentes e modificadas, penetram nessa cavidade por meio de cânions submarinos, impulsionadas por processos de vento na quebra da plataforma continental próxima. Os processos eólicos e a formação de gelo marinho ao longo da Costa de Sabrina [en] têm sido associados à variabilidade nas taxas de derretimento e desagregação basal da Plataforma de Gelo Totten.
Um estudo realizado em 2019, publicado em 2023, identificou que a água em profundidade, com temperatura acima do ponto de congelamento, está contribuindo para o derretimento da base da Geleira Totten na Antártica Oriental.